# Paolo Trinci
Paolo Trinci (Paoluccio) di Vagnozzo da Foligno (* 1309; † 1390, 1391 oder 1398) war ein Laienbruder im Franziskanerorden. Er initiierte im Jahr 1368 die Observanzbewegung, die zu einem Reformzweig des Ordens wurde und 1517 zur Teilung in die Observanten und Konventualen führte.
Paul entstammte der in Foligno heimischen Adelsfamilie Trinci. Sein Vater Vegnotius soll schwedische Wurzeln gehabt haben. Mit 14 Jahren trat er im Jahr 1323 in den Franziskanerorden ein. Johann von Valle wird als sein Lehrer genannt.
Trinci nannte 1368 seine Gefährten „Brüder von der Familie der Observanz“ und gründete mit Erlaubnis des Generalministers des Franziskanerordens, Thomas von Frignano, ein Kloster in Brugliano. Seine Reform wurde im Jahr 1370 von Papst Gregor XI. schriftlich anerkannt. Auch die Generalminister der Franziskaner, so auch Leonardo Rossi und Heinrich Alfieri förderten Paolos Vorhaben. Im Jahr 1387 ernannte Alfieri Trinci zum Kommissar in der Leitung der bereits 15 reformierten Klöster. Die Anzahl der Reformklöster soll im 15. Jahrhundert in die Tausende gestiegen sein.